# Ricardo Croes
Ricardo Sindulfo Croes is een Arubaans politicus en partijleider van de RED. Van 2017 tot 2021 was hij lid van de Staten van Aruba. 
Croes is geboren te Piedra Plat en is het tweede kind uit een gezin van vier kinderen. Hij was nog kind toen zijn vader overleed. Als tiener raakte hij verslaafd aan illegaal drugsgebruik maar wist zich te rehabiliteren. Croes werd ondernemer en studeerde rechten aan de Universiteit van Aruba.
Hij begon zijn politieke carrière bij de Red Democratico. Als nieuweling op positie nr.2 behaalde hij 420 voorkeursstemmen in de verkiezingen van 2013. De partij incasseerde toen echter een stevige stemmenverlies, waarna partijleider Rudy Lampe aangaf zijn functie te willen neerleggen. In 2016 werd Croes gekozen tot partijleider. Met een minimaal campagnebudget wist hij in de verkiezingen van 2017 3.359 voorkeursstemmen te bemachtigen en eindigde als derde grootste stemmentrekker, na de lijsttrekkers van de grote partijen, AVP en MEP. Hij was statenlid en RED-fractieleider van 27 oktober 2017 tot 8 juli 2021. Croes strijdt sedert 1997 voor legalisering van cannabis op Aruba voor religieuze, medicinale en recreatieve doeleinden. De invoering van medicinale cannabis is ook een van de belangrijkste punten uit het RED-partijprogramma. Al zijn moties in de Staten over dit onderwerp hebben nog niet kunnen rekenen op voldoende steun.
Bij de verkiezingen van 2021 en 2024 behaalde hij 1184 respectievelijk 384 stemmen als partijleider en nr. 1 op de RED-lijst. Drie dagen na de verkiezingen van 2024, waar de partij zelf in totaal slechts 635 stemmen behaalde, kondigde Croes zijn afscheid aan uit de politiek wegens gebrek aan interesse onder het electoraat voor het programma van de partij.
Croes is gehuwd en heeft vijf kinderen.